# Joseph Uhrig
Franz Joseph Uhrig (* 2. Juli 1808 in Laudenbach (Unterfranken); † 2. Juli 1874) war ein deutscher Unternehmer, Brauer und Gastronom.

## Leben
Joseph Uhrigs Eltern waren Ignatz Joseph Uhrig († 1844) und Anna Maria Uhrig (geb. Sittinger; † 1830). Seine Familie arbeitete im Schiffsverkehr auf dem Main. 
Sein älterer Bruder, Johann Andreas, war schon früher in die USA emigriert und betrieb dort eine kleine Transportfirma in Calhoun County mit einem eigenen Dampfschiff. Joseph folgte ihm und übernahm das Geschäft. Johann Andreas begann, als Händler zu arbeiten.
Später arbeitete Joseph Uhrig als Fährmann auf dem Susquehanna River. 1838 zog er nach St. Louis, wo er zuerst einen Holzhandel betrieb und später im Schiffstransport auf dem Illinois River tätig war. Der Name seines Transportschiffes lautete „Pearl“.
Als sein Bruder Ignatz im Jahr 1836 ebenfalls emigrierte, beschlossen sie, in das Brauereigeschäft einzusteigen. Sie eröffneten 1839 gemeinsam mit Anton Kraut die Camp Spring Brewery an der Market Street in St. Louis. Zwei Jahre später starb Kraut an Cholera und die Brauerei operierte in der Folgezeit unter dem Namen Joseph Uhrig Brewing Company. 
Nicht weit von der Brauerei entfernt lag ein großes Grundstück an der Ecke Locust Street und Washington Avenue, das dem berühmten Arzt William Beaumont gehörte. Da sich unter diesem Grundstück eine großräumige Höhle befand, beschlossen sie im Jahr 1852, es zu kaufen und die Höhle zu einem Lagerraum umzubauen. 
Schließlich eröffneten die Brüder in dieser Höhle die Kellergaststätte Uhrig’s Cave. Um das Bier schneller von der Brauerei in die Gaststätte zu transportieren, ließen sie einen Verbindungstunnel zwischen den Kellern graben und eine Schienenverbindung installieren. Uhrig’s Cave war in den folgenden Jahrzehnten ein beliebter Treffpunkt in St. Louis, in welchem auch Theaterstücke aufgeführt wurden. In den 1860er Jahren verkauften die Uhrigs das Geschäft an Chris Nunce.
Uhrig war einer der Gründer und Vizepräsident der Brewer’s Fire Insurance Company of Milwaukee. Darüber hinaus war er Mitglied des Pionier-Vereins.
Uhrig starb im Jahr 1874. Er liegt auf dem Bellefontaine Cemetery in St. Louis begraben.

## Familie
Uhrig heiratete im Jahr 1841 Walburga Soderer aus Zell am Harmersbach. Aus der Ehe gingen zwei Kinder hervor:
- August Uhrig
- Josephine Uhrig